# Бархачув
Бархачув (пол. Barchaczów) — деревня в Замойском повете Люблинского воеводства Польши. Входит в состав гмины Лабуне. Находится примерно в 10 км к юго-востоку от центра города Замосць. По данным переписи 2011 года, в деревне проживало 466 человек.
В 1975—1998 годах деревня входила в состав Замойского воеводства.

## Население
Демографическая структура по состоянию на 31 марта 2011 года:
|         | Всего | До трудоспособного возраста | Трудоспособного возраста | Старше трудоспособного возраста |
| ------- | ----- | --------------------------- | ------------------------ | ------------------------------- |
| Мужчины | 225   | 60                          | 137                      | 28                              |
| Женщины | 241   | 47                          | 144                      | 50                              |
| Всего   | 466   | 107                         | 281                      | 78                              |